# Schronisko Małe w Żytniej Skale
Schronisko Małe w Żytniej Skale, Jaskinia Mała w Żytniej Skale – schronisko w Żytniej Skale we wsi Bębło w województwie małopolskim, w powiecie krakowskim, w gminie Wielka Wieś. Znajduje się na Wyżynie Olkuskiej w obrębie Wyżyny Krakowsko-Częstochowskiej.

## Opis schroniska
Schronisko znajduje się w północno-zachodniej ścianie Skały Żytniej, mniej więcej w jej środkowej części. Ma jeden duży otwór wejściowy o kształcie ósemki i północno-wschodniej ekspozycji. Za otworem jest wysoka komora. W jej stropie widoczne są kotły wirowe, wysoki komin i ciasne rury. Komorę przegradza próg o wysokości około 1 m. Brak nacieków jaskiniowych, na ścianach są jedynie słabo widoczne rozmycia krasowe i czarne naloty. Namulisko jest gliniasto-humusowe.
Schronisko znajduje się w skałach pochodzących z jury późnej. jest przewiewne, suche, w całości widne i będące pod wpływem środowiska zewnętrznego. Na jego ścianach i stropie rozwijają się glony i mchy.

## Historia badań i dokumentacji
Schronisko znane było od dawna. Po raz pierwszy jego krótki opis podał S.J. Czarnowski w 1899 r.. W 1951 r. krótki opis i plan podał Kazimierz Kowalski. Podał też, że namulisko było nienaruszone. W 1967 r. przeprowadził badania osadów. W 1981 r. D. Lisoń sporządza plan schroniska. W 1981 r. interdyscyplinarne badania osadów w schroniskach Skały Żytniej prowadziła T. Madeyska. 
W namuliskach jaskini i schronisk Skały Żytniej archeolodzy znaleźli szczątki plejstoceńskich zwierząt i niewielką ilość krzemiennych narzędzi z górnego paleolitu. Schroniska te były więc zamieszkiwane przez ludzi w okresie paleolitu, ale także później – znaleziono bowiem fragmenty ceramiki tzw. lendzielskiej i promienistej, pochodzące z wczesnego średniowiecza.

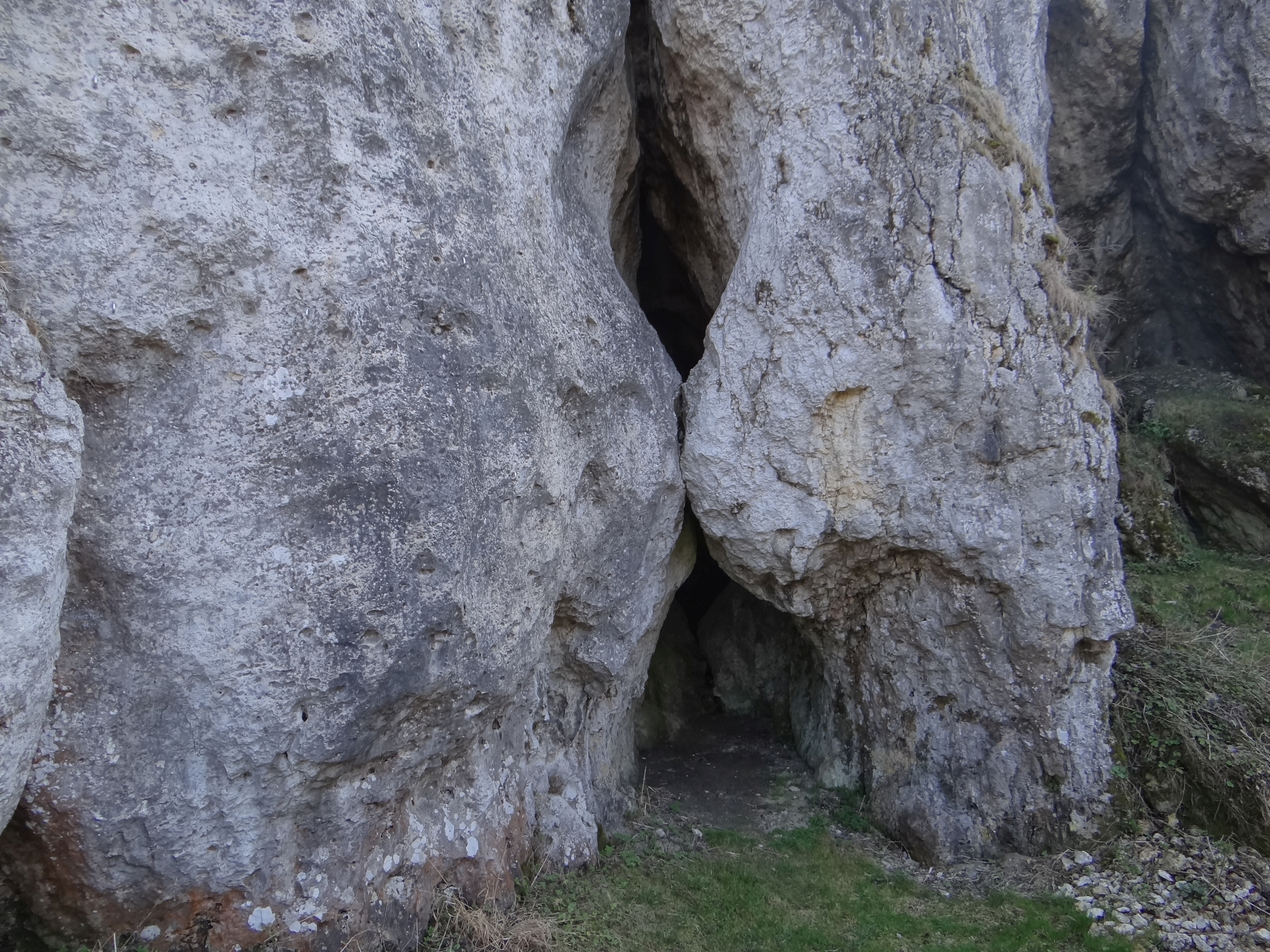
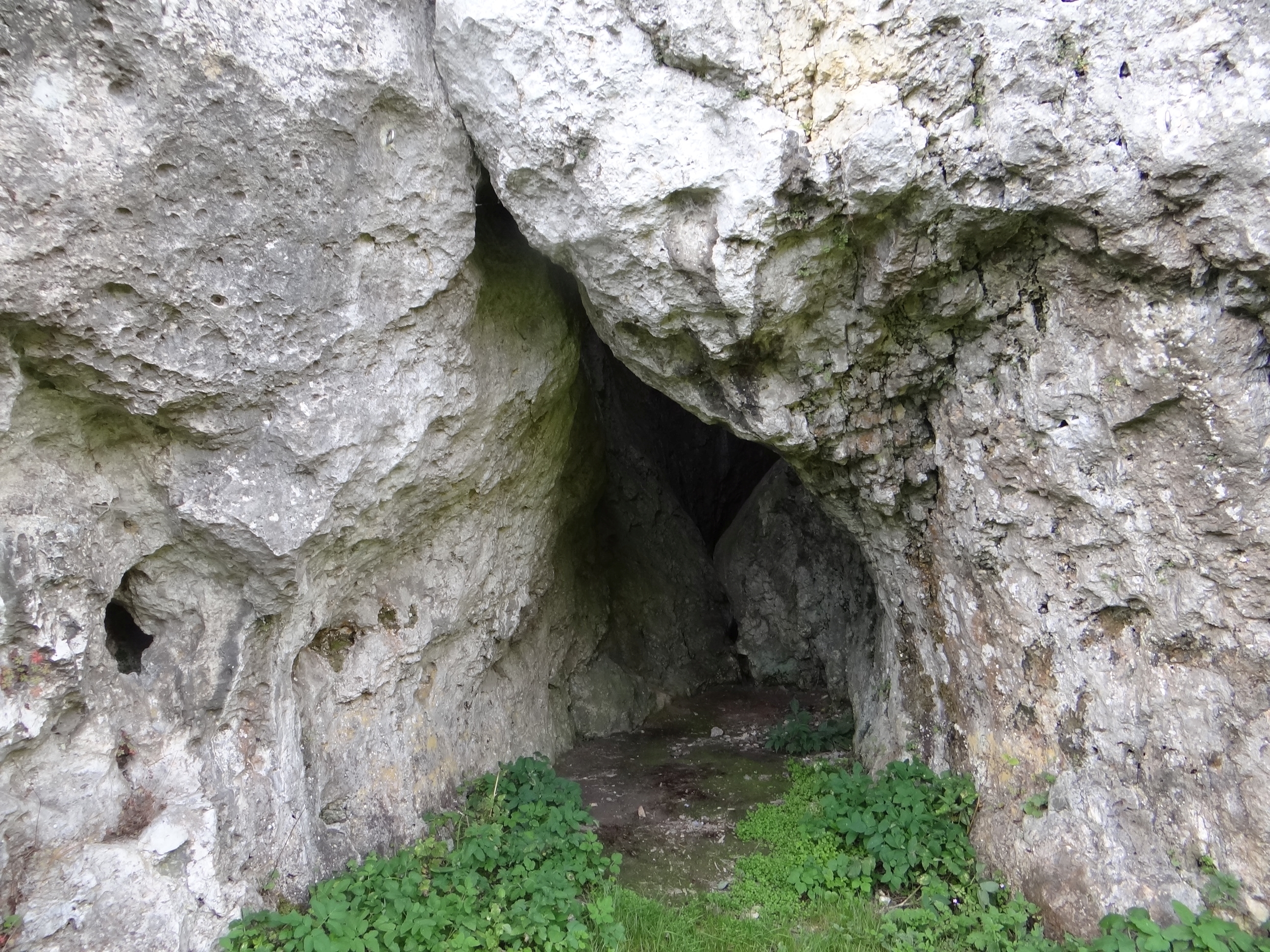

## Jaskinie i schroniska Skały Żytniej
W Skale Żytniej znajduje się blisko siebie 6 schronisk i dwie jaskinie:
- Jaskinia pod Agrestem,
- Jaskinia w Żytniej Skale Górna (długość 13 m),
- Schronisko Dolne w Żytniej Skale (długość 10,5 m),
- Schronisko Małe w Żytniej Skale (Jaskinia Mała) – pierwsze od zachodniej strony,
- Schronisko nad Dolnym w Żytniej Skale (długość 4,7 m),
- Schronisko Przechodnie w Żytniej Skale (Jaskinia Przechodnia). Ma długość kilkunastu metrów, wysokość pozwalającą na swobodne przejście i dwa otwory; jeden główny i drugi, boczny i mniejszy. Otwory te połączone są z sobą niskim tunelem
- Schronisko Wysokie w Żytniej Skale (Jaskinia Wysoka), z dużą komorą o wysokim sklepieniu i wielkim głazem w otworze wejściowym,
- Schronisko za Stodołą w Żytniej Skale (długość 6,50 m)[6].